# 米切爾 (內布拉斯加州)
米切爾（英語：Mitchell）是位於美國內布拉斯加州斯科茨布拉夫縣的城市。

## 人口
根據2020年美國人口普查的數據，米切爾的面積為1.74平方千米，皆為陸地。當地共有人口1548人，而人口密度為每平方千米890人。